# 分子生物學史

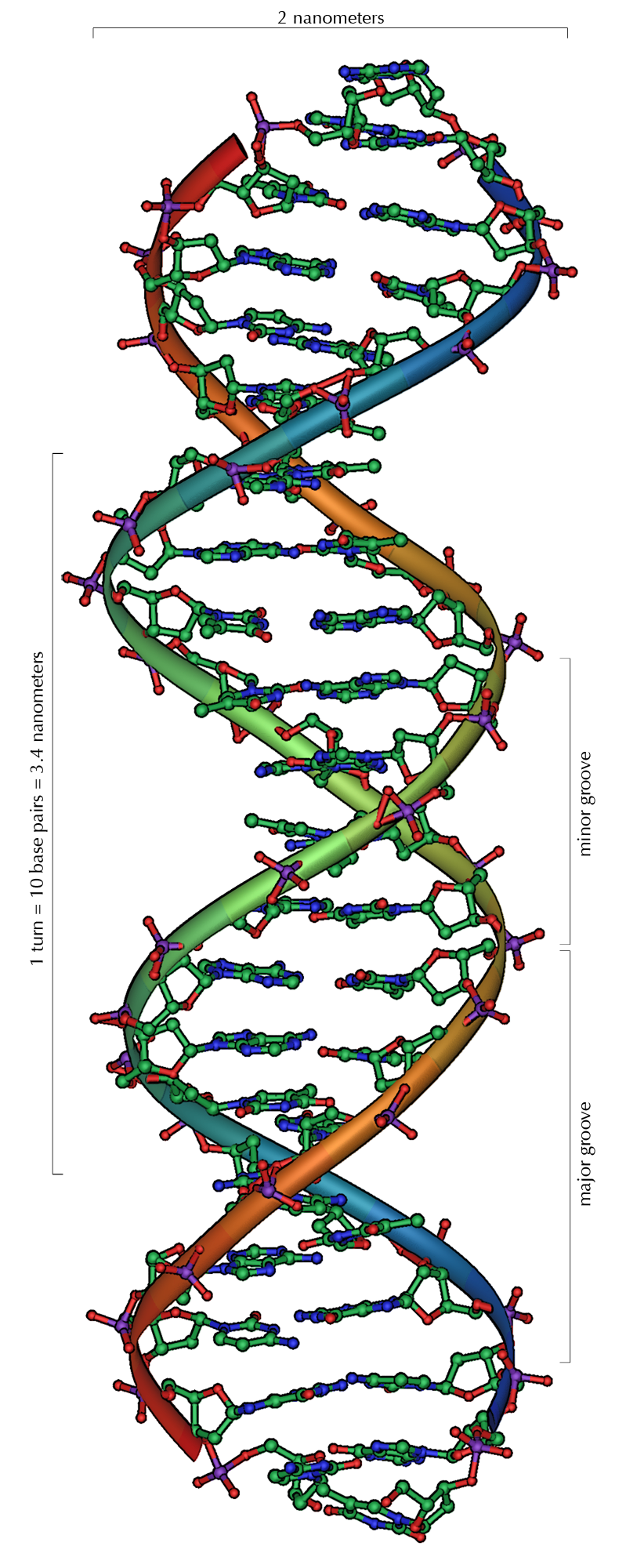
DNA分子結構。

分子生物學的歷史開始於1930年代，統合了當時多種的和各不相同的學科，包括生物化學、遺傳學、微生物學、病毒學、與物理學。希望從更基本的層次來理解生命現象，許多的化學家與物理學家，對於後來成為分子生物學產生興趣。
在現代意義上，分子生物學試圖從產生它們的大分子特性開始解釋生命現象。 特別是兩類大分子是分子生物學家關注的焦點：1）核酸，其中最著名的是脫氧核糖核酸（DNA），基因的組成部分，除此之外还有核糖核酸（RNA）；2）蛋白質，它們是活躍於生物體的活性劑。 因此，分子生物學範圍的一個定義是表徵這兩種類型的大分子之間的結構，功能和關係。 這個相對有限的定義足以讓我們為所謂的“分子革命”建立一個日期，或至少建立其最基本發展的年代时间表。

## 概述
「分子生物學」一詞最早是由洛克斐勒基金會的瓦倫·韋弗於1938年創造，意指一個以物理學及化學來解釋生命的概念。此概念的可行性，來自1910年代孟德爾遺傳學的重新見世，以及1920年代原子論及量子力學的成熟。有許多研究者關注於生物學、化學以及物理學之間的交叉，例如後來將焦點轉移到生物學的尼爾斯·波耳以及埃爾溫·薛丁格。此外，從1930年代到1940年代之間，膠體化學、生物物理學以及放射生物學、晶體學等學門也漸趨成熟。
1940年，喬治·畢多與愛德華·塔特姆證明了基因與蛋白質之間的關係，因此而聯繫了生物化學與遺傳學。他們脫離原先常用的模式生物果蠅（Drosophila melanogaster），改使用更合適的粉色麵包黴菌（Neurospora crassa），並使之成為後來的分子生物學發展主題。1944年，紐約洛克斐勒研究院的奧斯瓦爾德·埃弗里，證明基因是由DNA所組成（參見埃弗里-麥可勞德-麥卡蒂實驗）。阿弗雷德·赫希與瑪莎·蔡斯更於1952年確認了噬菌體的遺傳物質為DNA（參見赫雪-蔡司實驗）。1953年，詹姆斯·沃森與佛朗西斯·克里克基於羅莎琳·富蘭克林及莫里斯·威爾金斯的研究，發現了DNA雙螺旋結構。
到了1961年，方斯華·賈克柏與賈克·莫諾，證明某些基因的產物能作用於這些基因邊緣的特定位置，來調節其他基因的表現。他們也提出了一個假說，認為DNA與蛋白質之間具有一種中介物，並將之稱為信使核糖核酸。於1961年到1965年間，DNA所儲藏的遺傳訊息與蛋白質的關係逐漸明朗，研究發現遺傳密碼決定了DNA的核苷酸與蛋白質的胺基酸序列之間的關聯性。
分子生物學的主要發現發生在僅約二十五年的時間。更新穎且更精巧的基因工程技術，在約十五年後發展成熟，提供隔離複雜生物中特定基因的利器。

## 分子世界的探索
如果我們在生物學歷史的背景中評估分子生物學的發展，很容易注意到它是從第一次顯微鏡觀察開始的研究高峰。早期研究人員觀察生物體微觀層級的組織架構，希望藉此理解他們的功能。從18世紀末開始，組成生物的化學分子開始受到更多關注。19世紀德國化學家尤斯圖斯·馮·李比希促成生理化學的出現，20世紀另一位德國化學家愛德華·比希納開發出生物化學，兩個研究領域共同促進了分子層級研究的發展。在化學家研究的分子與光學顯微鏡下可見的微小結構（如細胞核或染色體）之間，存在一個不明確的區域，即物理化學家沃爾夫岡·奧斯特瓦爾德所稱的“被忽略維度的世界”。這個世界充滿了結構和性質皆不明確的化合物膠體。
透過化學家和物理學家開發的新技術，如X射線衍射，電子顯微鏡，超速離心和電泳等，分子生物學成功地對未知世界展開一連串探索。 這些研究揭示了大分子的結構和功能。
該過程中的一個里程碑是1949年萊納斯·鮑林博士的研究成果，該研究首次將鐮刀型紅血疾病患者的特定基因突變與單個蛋白質，雜合的或純合的紅細胞中的血紅蛋白聯繫起來。

## 生物化學與遺傳學的相遇
二十世紀的前三十年當中，由於生物化學和遺傳學的相遇，分子生物學有了重大進展。生物化學研究組成生物的分子的結構和功能。在1900年到1940年之間，它描述了代謝的中心過程，例如養分的消化與吸收等。這些過程中的每一個步驟均由特定的酶催化。如同在於血液中的抗體或負責肌肉收縮的蛋白質一般，酶也是蛋白質。因此，研究蛋白質的結構和合成，成為生物化學家的主要目標之一。
在20世紀初發展起來的第二個生物學學科是遺傳學。在1900年許霍·德弗里斯、卡爾·科倫斯和埃里克·馮·切爾馬克重新發現了孟德爾實驗後，逐漸開始成形。托馬斯·亨特·摩爾根於1910年透過著名的模式生物果蠅（Drosophila melanogaster）的研究，更促使遺傳學展開基因層級的發展。不久之後，摩根證實基因位於染色體上，並在接連的研究當中，與眾多其他研究小組一起證實了基因在生物體生命和發育中的重要性。然而，基因的化學性質及其作用機制仍然是一個謎。分子生物學家致力於確定基因的結構，與描述基因和蛋白質之間的複雜關係。
分子生物學的發展不僅僅是思想史上某種內在“必然性”的結果，而且是一種典型的歷史現象，具有所有未知，不可估量和偶然性：物理學在開始時的顯著發展。 20世紀突出了生物學發展的相對遲滯，成為尋求經驗世界知識的“新前沿”。 此外，1940年代信息論和控制論理論的發展，為了應對軍事緊急情況，為新生物學帶來了大量肥沃的思想，尤其是隱喻。
細菌及其病毒（噬菌體）的選擇作為研究生命基本機制的模型幾乎是自然的 - 它們是已知存在的最小的生物 - 同時也是個體選擇的結果。 最重要的是，這種模式的成功歸功於德國物理學家馬克斯·德爾布呂克的名聲和組織意識，他能夠創建一個以美國為基地的動態研究小組，其獨家範圍是對噬菌體的研究 ：噬菌體團隊（Phage group）。
新生物學發展的地理全景最重要的是先前的工作。 遺傳學發展最快的美國和前衛遺傳學以及高水平的生物化學研究共存的英國都是先鋒派。 德國是物理學革命的搖籃，擁有世界上最優秀的思想和最先進的遺傳學實驗室，應該在分子生物學的發展中發揮主要作用。 但歷史的不同之處在於：纳粹党在1933年上台導致了大量猶太人和非猶太人科學家的移民，法西斯主义意大利的極權主義措施的僵化也在不太極端的程度上促进了他们的移民。 他們中的大多數逃往美國或英國，為這些國家的科學活力提供了額外的衝動。 這些運動最終使分子生物學從一開始就成為真正的國際科學。